# Colibri rubis-topaze
Chrysolampis mosquitus
Genre
Espèce
Statut de conservation UICN

 LC  : Préoccupation mineure
Statut CITES
Répartition géographique
Le Colibri rubis-topaze (Chrysolampis mosquitus) est une espèce d’oiseaux de la famille des Trochilidae, la seule du genre Chrysolampis.
Le colibri rubis-topaze est un petit oiseau qui se reproduit dans les Petites Antilles et dans le nord tropical de l'Amérique du Sud, de la Colombie, du Venezuela et des Guyanes, au sud jusqu'au centre du Brésil et au nord de la Bolivie, ainsi que de la Colombie jusqu'au sud du Panama. C'est un migrant saisonnier, bien que ses mouvements ne soient pas bien compris.
Ce colibri habite en pleine campagne, dans les jardins et les cultures. Il mesure 8,1 cm de long et pèse 3,5 g. Par rapport à la plupart des autres colibris, le bec noir presque droit est relativement court.

## Etymoligie
La chrysolampe est d'origine grecque et dérive du khrusolampis χρυσολαμπις pour le ver luisant. Mosquitus est dérivé du grec myîa μυῖα pour mouche.

## Galerie

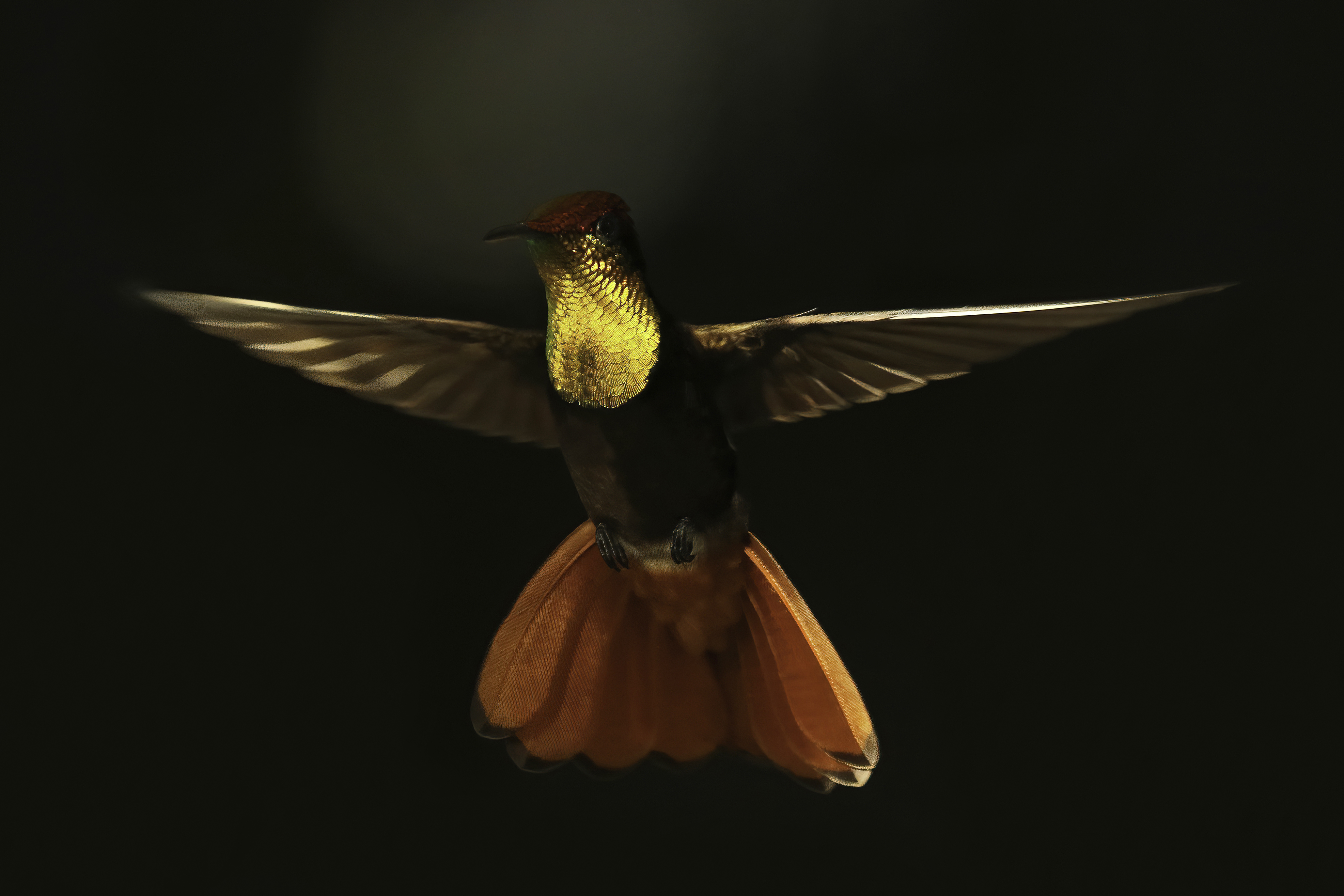
♂
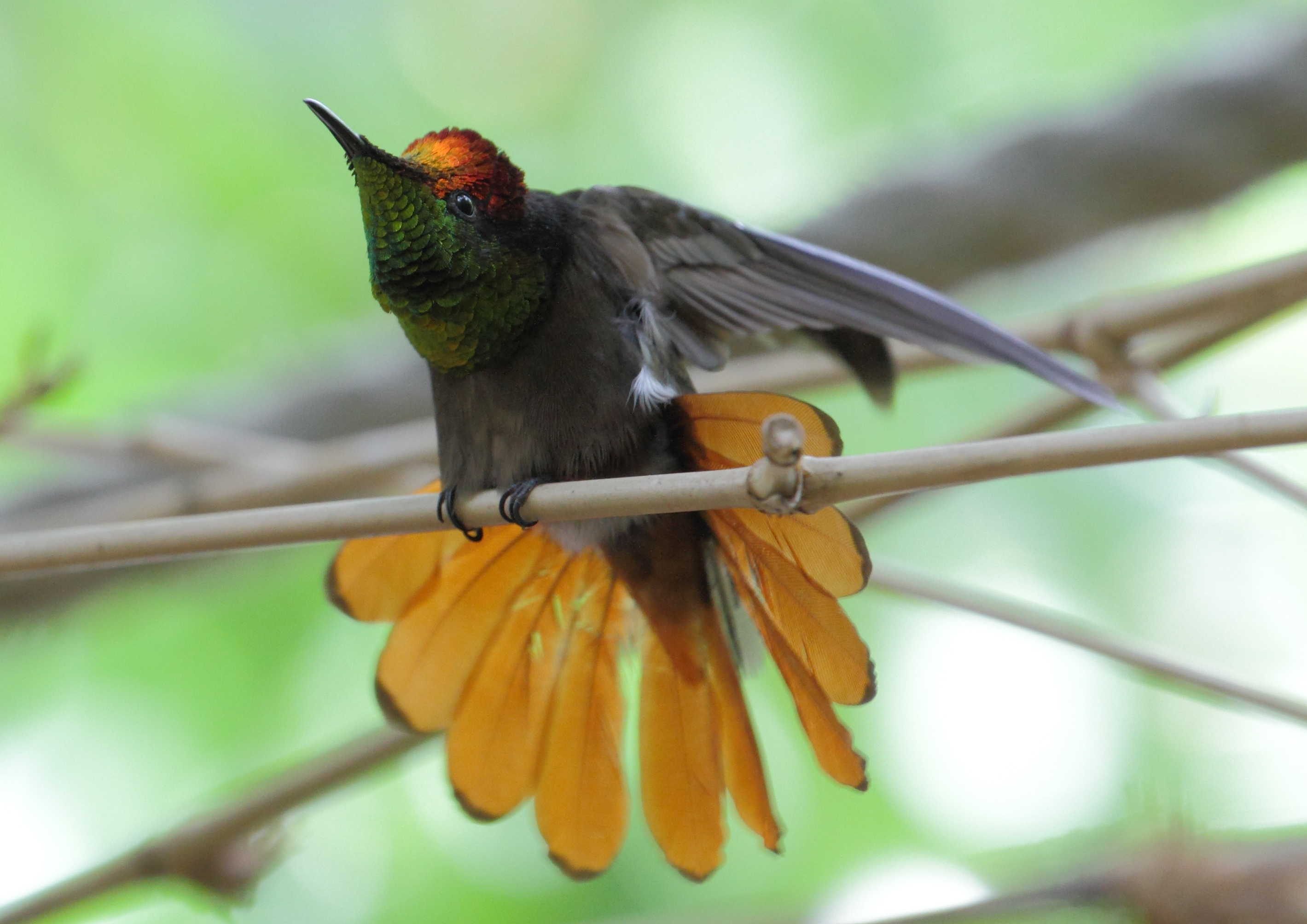
♂
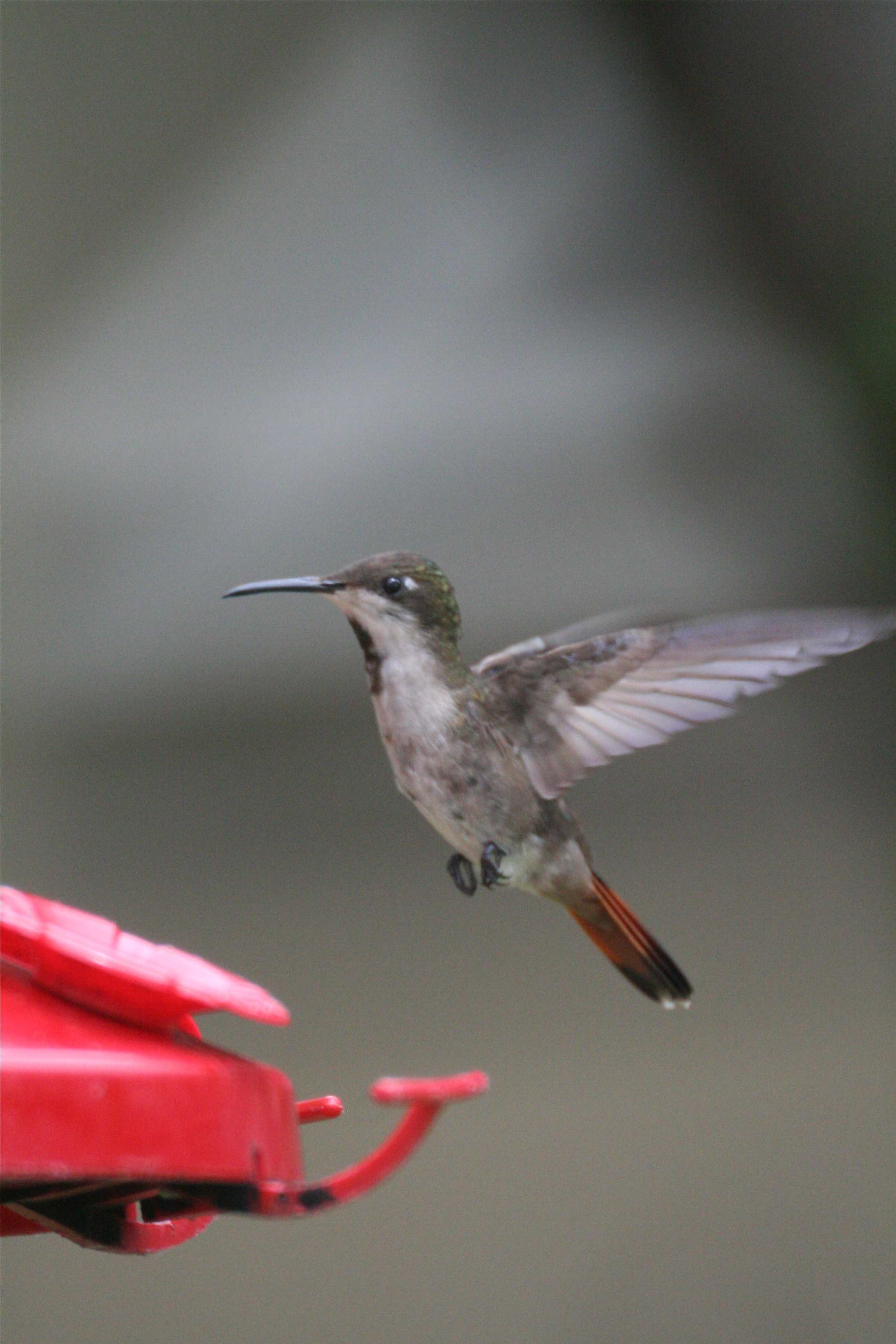
♀
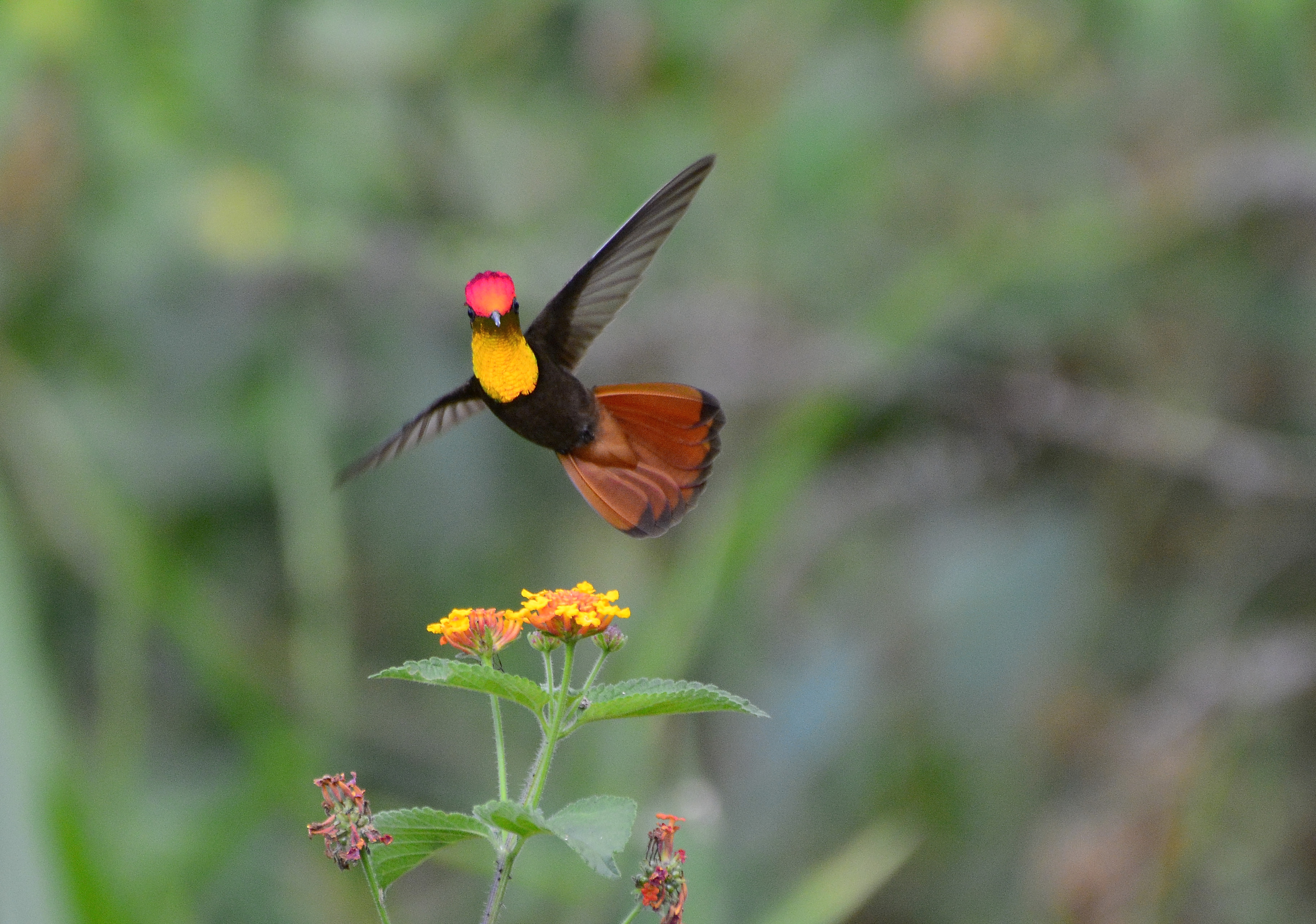
♂